# Hjalmar Ekberg

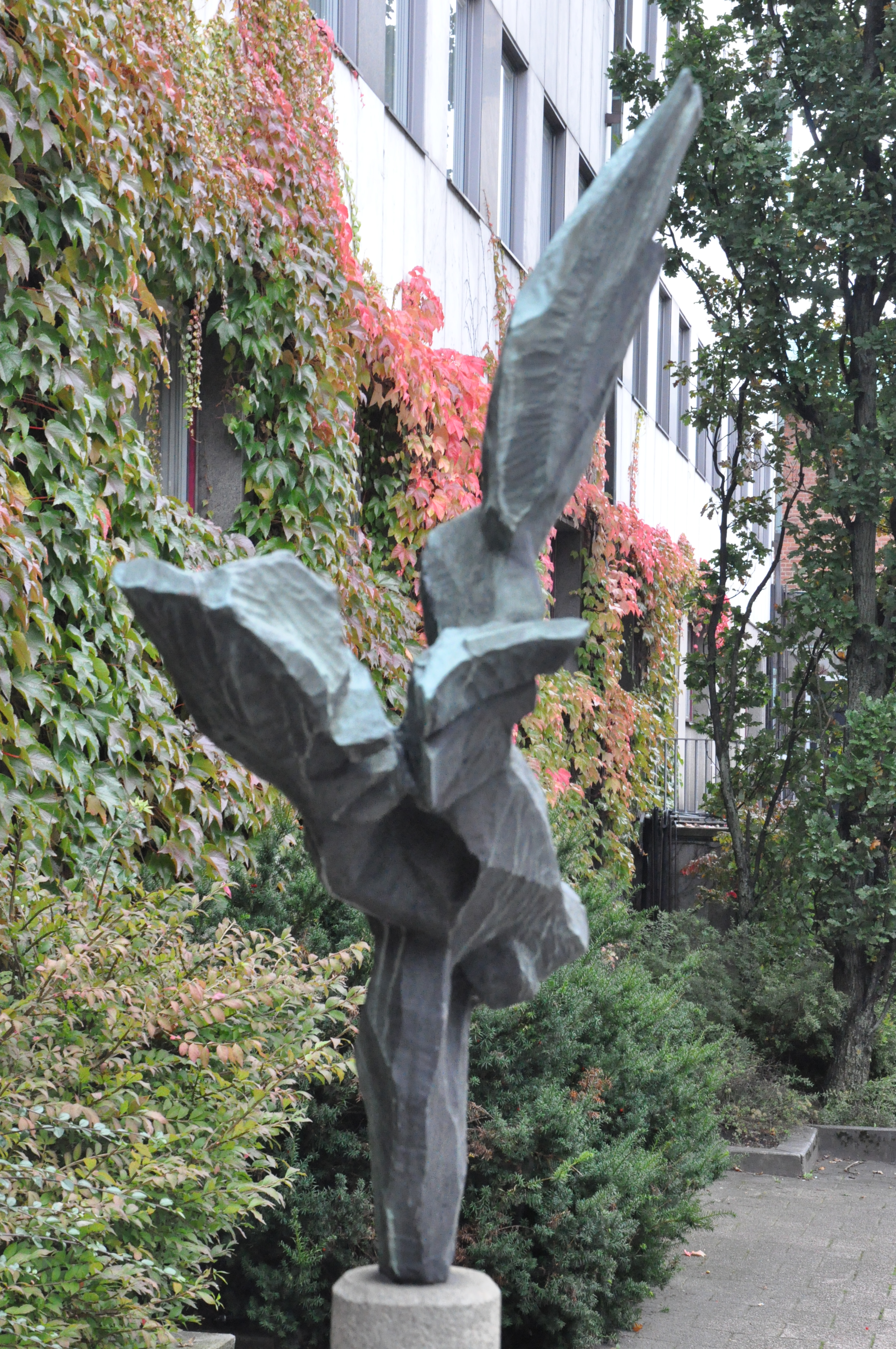
Bevingad i Borås

Hjalmar Wilhelm Ekberg, född 1924 i Asarum, död 1980 i Nybro, var en svensk skulptör och målare.
Hjalmar Ekberg arbetade på ABU (idag ABU-Garcia) i Blekinge innan han blev heltidskonstnär. Han har gjort en relief i brons som skildrar fiskets historia och som sitter i ABU-fabriken i Svängsta. Ekberg var självlärd.
Han var kulturstipendiat i Nybro kommun 1973.

## Offentliga verk i urval
- Bollek, relief i brons, 1965, Möllegårdens skola, Svängsta[5]
- Bevingad, metall, 1967, Stadshuset, Kungsgatan, Borås
- Dansen, brons, 1968,  Marklandsgatan, Hässleholmen, Borås
- Familjegrupp, relief i teak och brons, 1970, Vougts väg 10, Rosengård i Malmö
- Gatumusikanter, relief i brons, 1970, Vougts väg 32, Rosengård i Malmö
- Tecken, brons, 1971, Klockebacksskolan, Asarum
- Händelse, brons och rostfritt stål, 1971, Järnvägsparken, Ängelholm
- Altarskåp, triptyk i trä, 1973, Hjällbo kyrka, Göteborg[6]
- Maria, skulptur i trä, 1978, Hjällbo kyrka, Göteborg
- Bollek, fontänskulptur, 1978, Nybro (slutförd 1990 av konstnären Bengt Johansson)
- Relief i brons föreställande fiskets historia, ABU i Svängsta
- Relief i brons föreställande fiskets historia, ABU-Garcia, New Jersey, USA

Ekberg är representerad vid bland annat Kalmar konstmuseum.